# Коломенская правда
«Коломенская правда» — газета, в которой публиковалась официальная и новостная информация о городе Коломна Московской области. Газета выходила с 1917 года.

## История
Первый номер был опубликован под названием «Известия Коломенского Совета рабочих и солдатских депутатов» 10 ноября (по старому стилю — 28 октября) 1917 года. Газета выходила дважды в неделю — в понедельник и субботу.

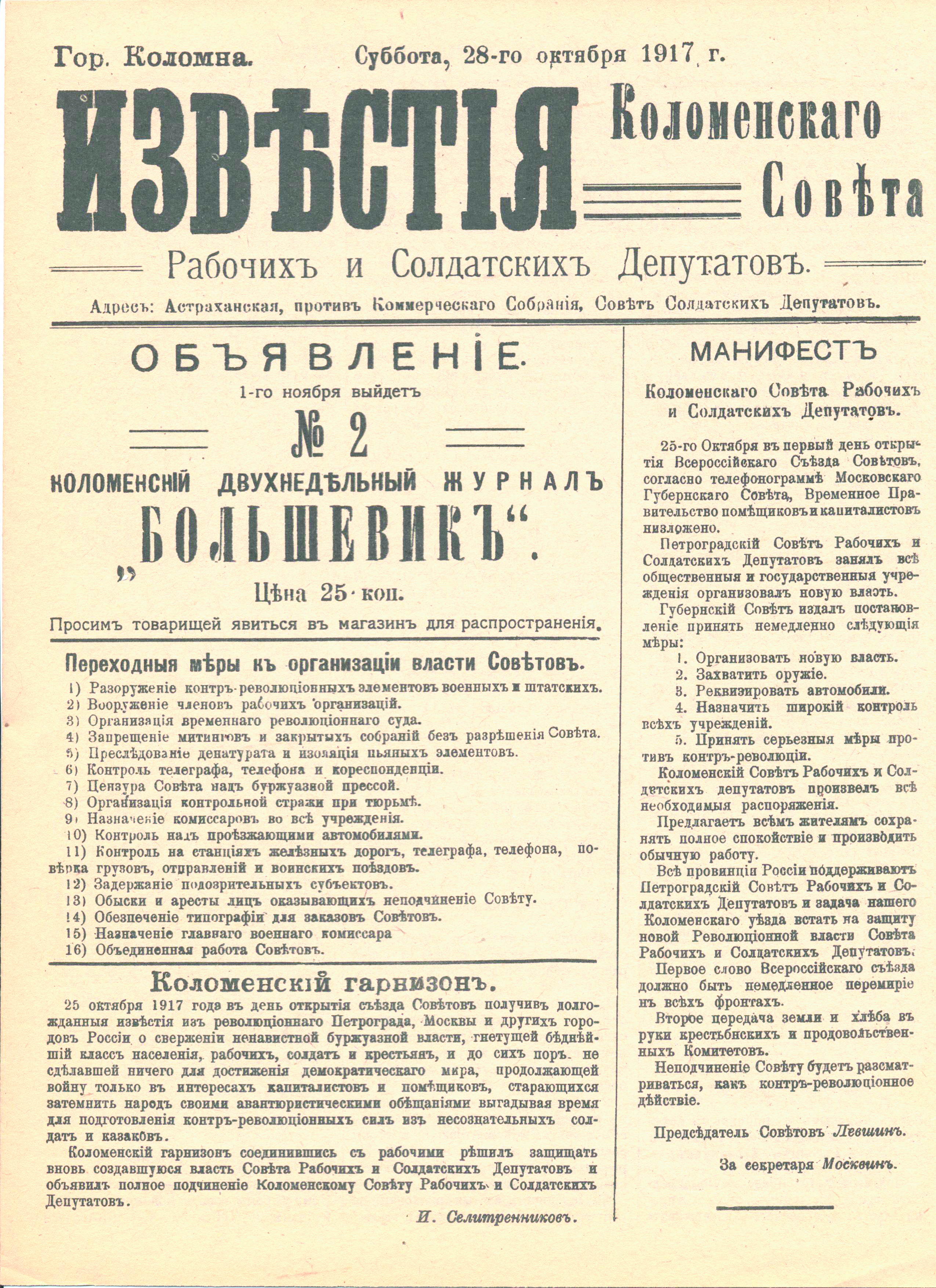
Первый выпуск газеты от 10 ноября 1917 года

В 1918 году газета стала называться «Известия Коломенского Совета рабочих, крестьянских и солдатских депутатов», затем «Известия Коломенского Совета рабочих и крестьянских депутатов». В 1920—1921 годах «Голос коммуниста», 1921—1923 — «Голос труженика», 1923—1924 год — «Смычка», 1924—1952 — «Коломенский рабочий».
В октябре 1924 года в состав газеты «Коломенская правда» вошла газета «Коломенский крестьянин».
К газете издавались приложения. В 1923 году журнал «Пресс», в 1924 году газета «Коломенский крестьянин», 1924—1925 журнал «Наковальня».
На страницах газет, датированных 1932 годом, можно увидеть приемы современной верстки — коллажи и фотографии.
В 1933, 1934, 1935, 1942, 1945—1948, 1951, 1954 годах работала выездная редакция.
В январе 1952 года в «Коломенскую правду» была влита газета «Коломенский колхозник», после публикации тринадцатого номера газеты.
По состоянию на июнь 1957 года должность ответственного редактора занимал Сергей Смолин.
В редакции газеты «Коломенская правда» хранится архив газет, начиная с 1932 года.
В 2005 году «Коломенская правда» стала медиахолдингом, в ее структуре появилось «Радио Коломна».
В газете присутствовали публикации в 20 жанрах, среди которых информационные отчеты, объявления, заметки, информационная корреспонденция, зарисовки, беседы, консультации, репортажи.
Главный редактор газеты — Наталья Шабалина. Штат сотрудников состоял из 10 человек.
По состоянию на 2006 год тираж газеты составлял 6 300 экземпляров, формат газеты А3. Редакция располагалась по адресу: г. Коломна, ул. Октябрьской революции, 206.
По состоянию на 2024 год, выход печатной газеты прекращён, сайт и социальные сети недоступны. Редакция присоединилась к сетевому изданию "Регионы.РУ", учреждённому ГАУ МО "Издательский дом "Подмосковье". 